# Osiedle Winiary (Poznań)
Osiedle Winiary – osiedle mieszkaniowe w Poznaniu, na terenie historycznych Winiar, na osiedlu samorządowym Winiary, składające się wyłącznie z bloków wielorodzinnych. Jądrem osiedla jest jeden z najdłuższych budynków w Poznaniu – tzw. Rogal oraz kilka punktowców.

## Historia i morfologia

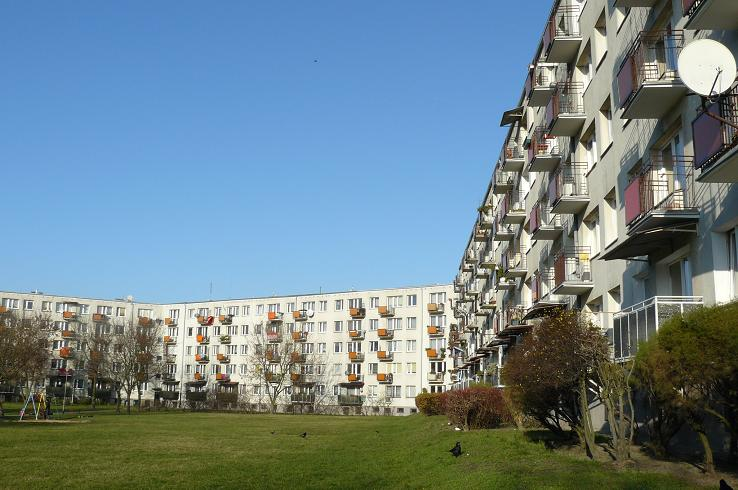
Fragment tzw. Rogala

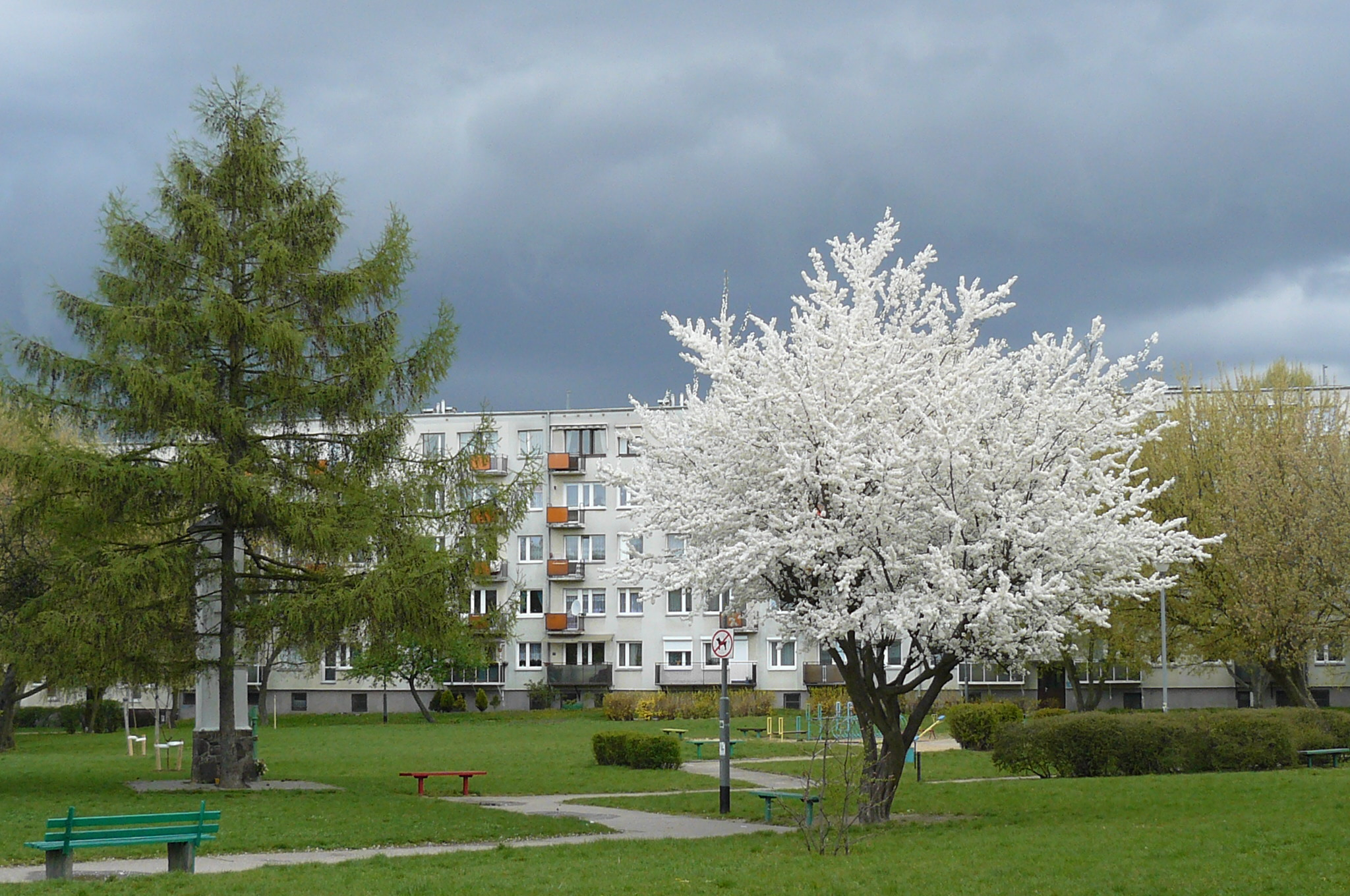
Wiosna na Osiedlu – po lewej kapliczka Matki Bożej z 1857

Osiedle graniczy z Boninem na południu i Osiedlem Powstańców Warszawy na wschodzie. Z pozostałych stron osiedle otoczone jest przez tereny Winiar. W pobliżu znajduje się także Trójpole.
Osiedle zbudowano na przełomie lat 70. i 80. XX wieku. Początek budowy to rok 1979 – inwestorem była Spółdzielnia Mieszkaniowa Jeżyce. M.in. na potrzeby mieszkańców Osiedla Winiary przedłużono linię tramwajową na Piątkowską. Przez długi okres z blokami koegzystowały stare i niszczejące zabudowania dawnych zagród wiejskich, które stopniowo rozbierano (np. u nieistniejącego obecnie zbiegu ulic Kowalskiej i św. Leonarda, czyli w środku obecnego bloku zwanego rogalem, istniała kuźnia).
4 czerwca 2006 doszło na osiedlu do pożaru supermarketu sieci Albert (900 m²). W akcji gaśniczej wzięło udział 59 strażaków z jednostek ratowniczo-gaśniczych Komendy Miejskiej Straży Pożarnej w Poznaniu oraz 31 druhów z OSP miasta i powiatu poznańskiego. Na teren akcji przybyły 24 samochody gaśnicze. Walka z ogniem trwała szesnaście godzin (w trakcie akcji runął dach, doszło do zagrożenia eksplozją freonu z chłodziarek). Ogień był widoczny z odległości kilkunastu kilometrów. Z powodu pożaru wstrzymano ruch tramwajów linii 9 i 11 po przebiegających nieopodal marketu torowiskach.
Na osiedlu istnieje niewielka sieć handlu i usług i zespół szkół. Brak tu innych zakładów pracy. Na terenie osiedla znajduje się także zespół czterech okazałych kapliczek słupowych pozostałych z dawnego założenia wiejskiego Winiar, zbudowanych w latach: 1833, 1857 (2 szt.) oraz 1859.

## Komunikacja
Obsługę komunikacyjną osiedla zapewnia MPK Poznań – linie tramwajowe 9 i 11 (do pętli Piątkowska), przystanek Św. Leonarda. W różnych okresach kursowały tu planowo także linie 17 i 24. Do osiedla można również dojechać autobusami tego samego przewoźnika – linie 170, 183, 191, 193, nocne 216, 226 – przystanek Os. Winiary.

## Galeria zdjęć

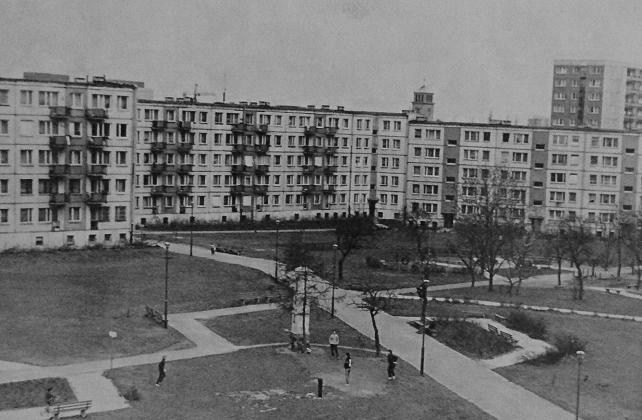
Osiedle Winiary około roku 1990 – przed otynkowaniem bloków
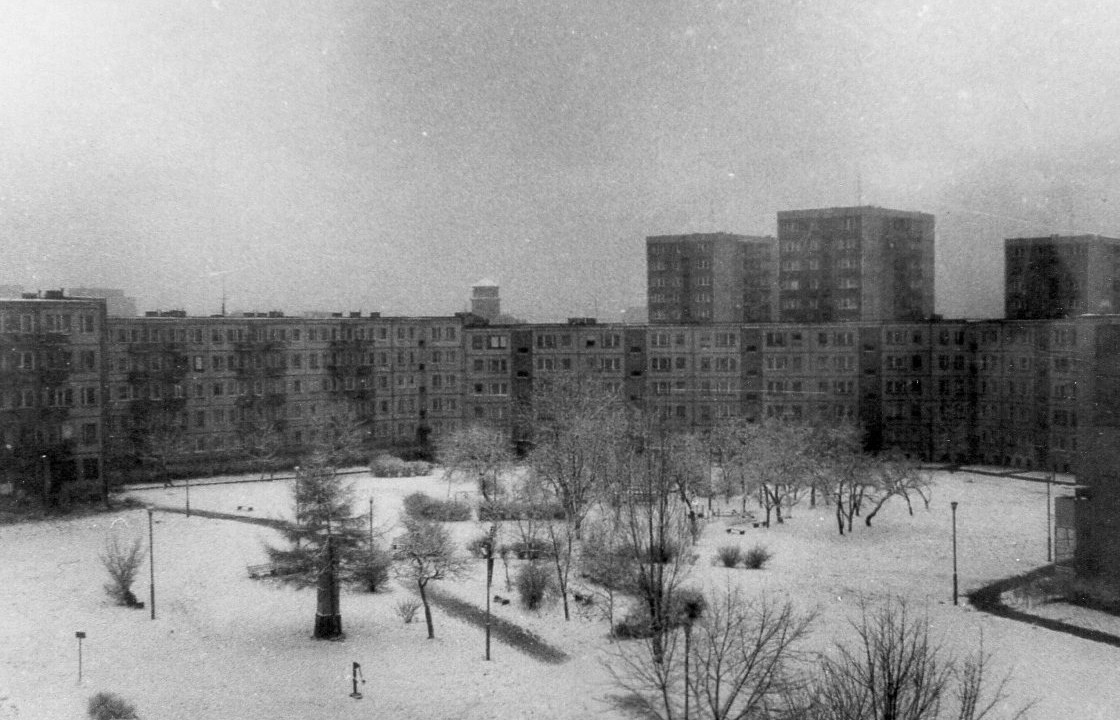
Osiedle Winiary w grudniu 1993 roku
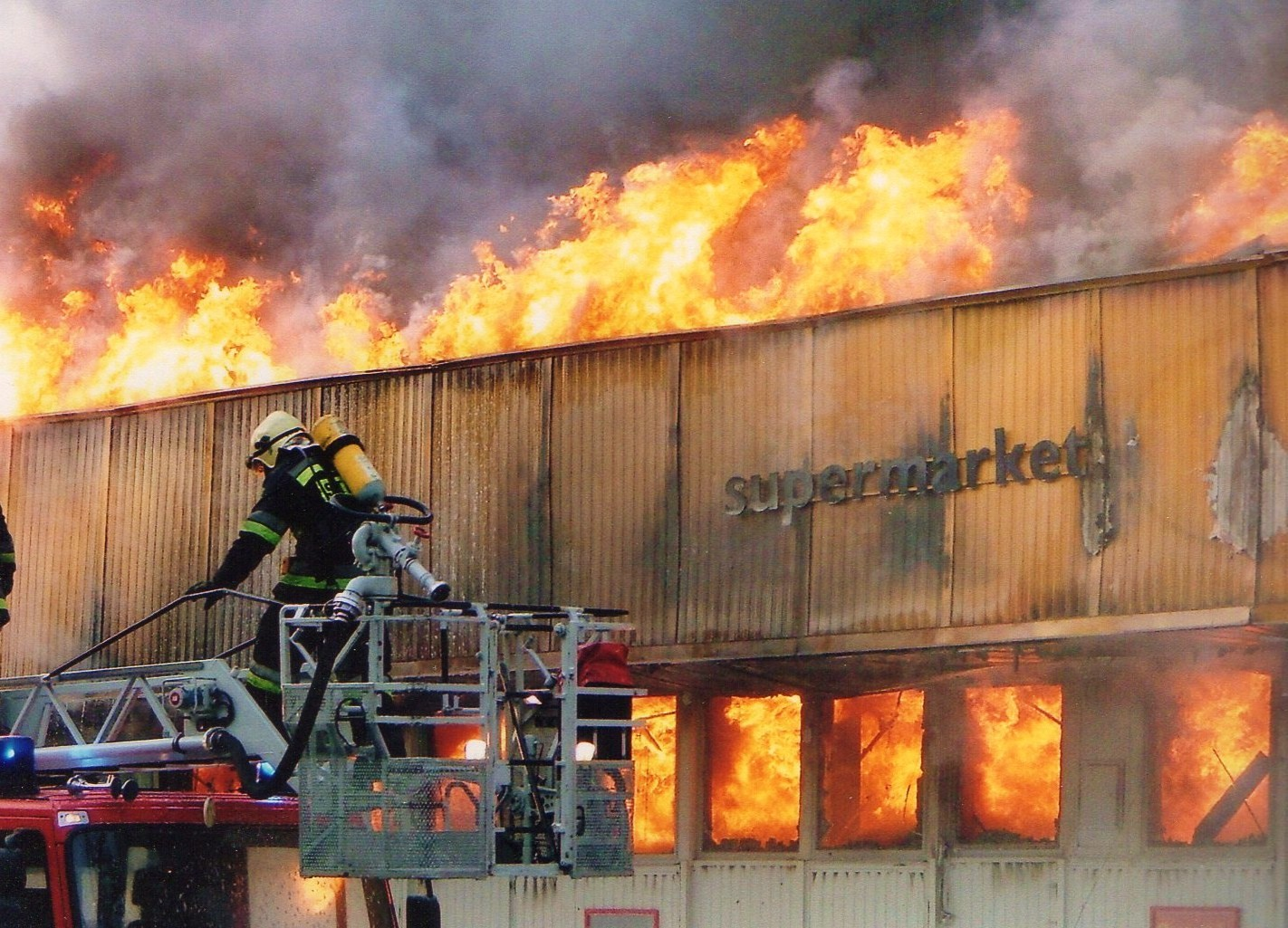
Pożar supermarketu Albert w 2006 roku
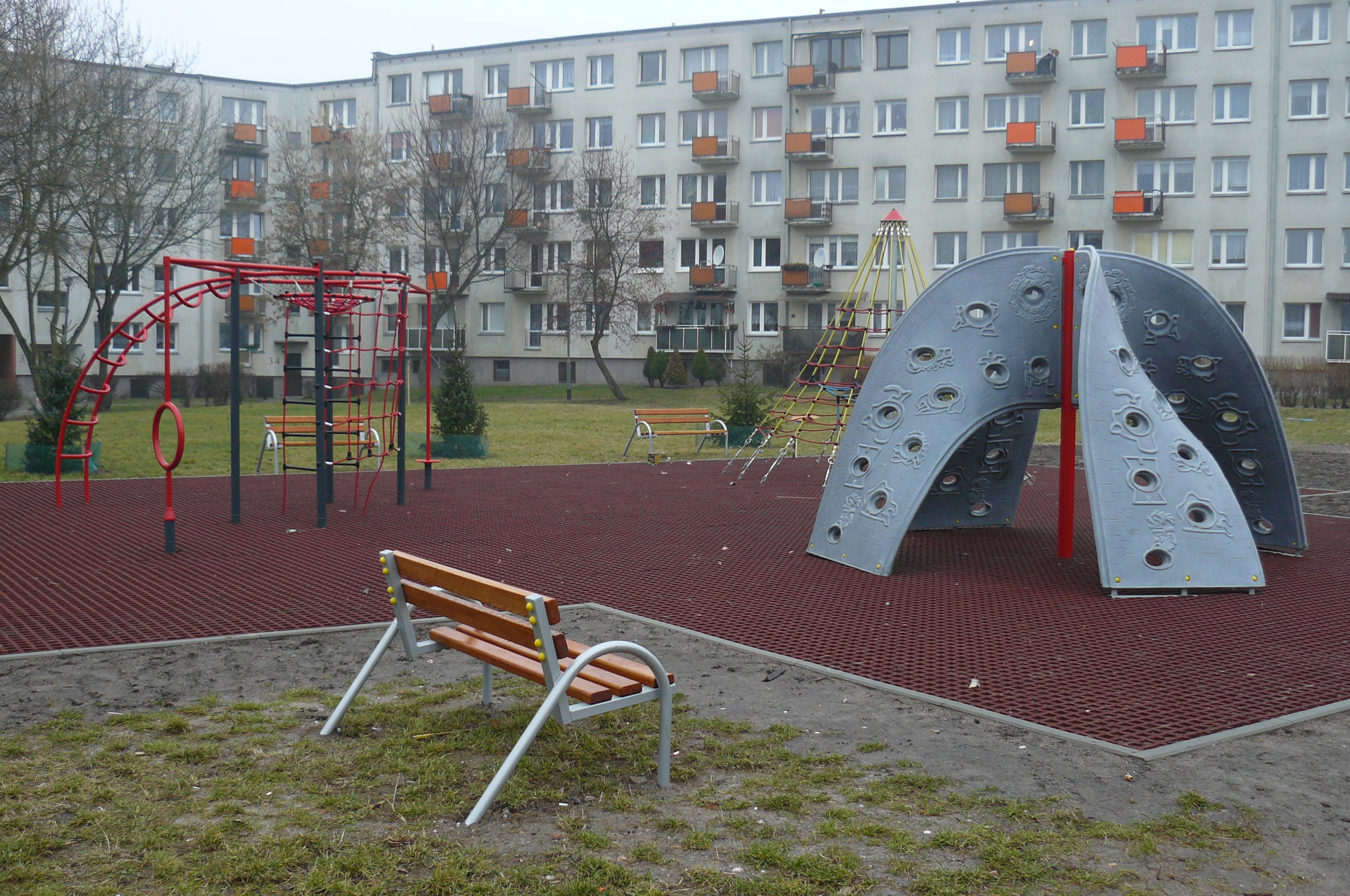
Plac zabaw na osiedlu (2012)